# Gerrit Rietveld jr.
Gerrit Rietveld jr. (Utrecht, 1920 - 1961) was een Nederlands meubelmaker, meubelontwerper en binnenhuisarchitect.

## Biografie
Gerrit Rietveld jr. was de zoon van de Nederlandse architect en ontwerper Gerrit Rietveld. Hij was de broer van de kunstschilderes Bep Rietveld, de ontwerper Wim Rietveld en de architect Jan Rietveld. 
Hij werd na de lagere school opgeleid tot meubelmaker door Gerard van de Groenekan,  die de meubelmakerij van Gerrit Rietveld senior had overgenomen. Hij was betrokken bij het maken van de door zijn vader ontworpen meubels. Na enkele jaren vertrok hij bij Van de Groenekan en werkte bij een aantal verschillende bedrijven, onder andere bij een pianofabriek. Hij wisselde werk in loondienst af met periodes waarin hij als zelfstandig meubelmaker actief was. Als zelfstandige ontwikkelde hij zijn eigen ideeën over vormen en constructies. Hij had in 1957 de leiding over de nieuwe Utrechtse expositieruimte De Jacobitoren.
Rietveld jr. kreeg enige erkenning als meubelmaker en binnenhuisarchitect. Door hem ontworpen meubelen werden gewaardeerd om hun eenvoud en functionaliteit. Zijn werk was in 1991 samen met dat van zijn zuster Bep en zijn broers Wim en Jan onderdeel van de tentoonstelling Vier keer Rietveld.  Enkele door hem ontworpen meubelen bevinden zich in de collectie van het Centraal Museum in Utrecht.